# البرزکوه (جهرم)

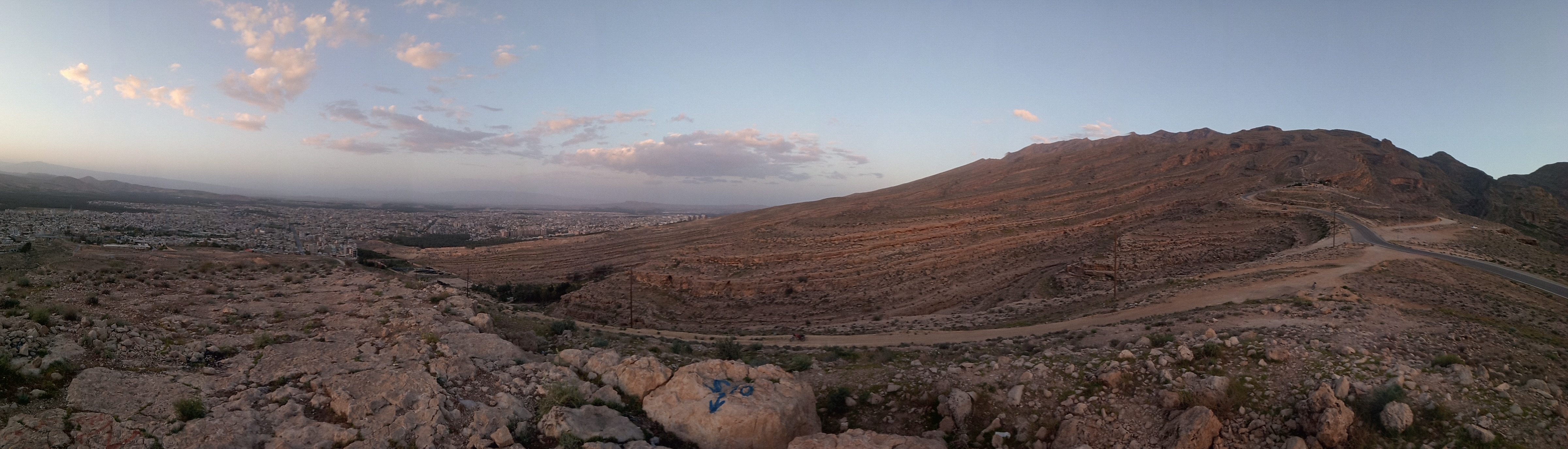
البرز کوه

البرزکوه یکی از کوههای استان فارس در جنوب شهر جهرم با ارتفاع ۲۶۶۳ متر از سطح دریا است. این کوه دارای چشمه‌های متعدد و غارهای بزرگی است و بخش بزرگی از آن را جنگل‌های بَنه و بادام کوهی پوشانده است. در بخش‌های شرقی البرزکوه طوایف کوهکی جهرم ساکن هستند.
ژان شاردن از سیاحان به نام فرانسوی در سال ۱۰۵۹ هجری شمسی در مسیر جاده ادویه از البرزکوه عبور کرده و از این کوه به عنوان سخت‌ترین و خطرناکترین کوهی که در ایران وجود دارد یاد می‌کند و جادهٔ ادویه را تنها مسیر عبوری از این کوه می‌داند. اکنون تنها پنج کیلومتر از این جاده در شهرستان جهرم سالم باقی مانده است که حدود یک کیلومتر از آن سنگ‌فرش است.

## واژه‌شناسی
«هره برزَیتی» (Harā Bərəzaitī) در اوستا و «هربرز» در زبان پهلوی مرکب از دو جزء هر به معنی کوه و برز به معنی بالا و بلند و بزرگ ریشه‌های نام البرز هستند. نام البرزکوه جهرم از نام رشته کوه‌های البرز در شمال ایران مشتق شده است. این کوه صرفاً با رشته کوه البرز هم‌نام است ولی جزئی از زاگرس جنوبی به‌شمار می‌رود.

## جغرافیا

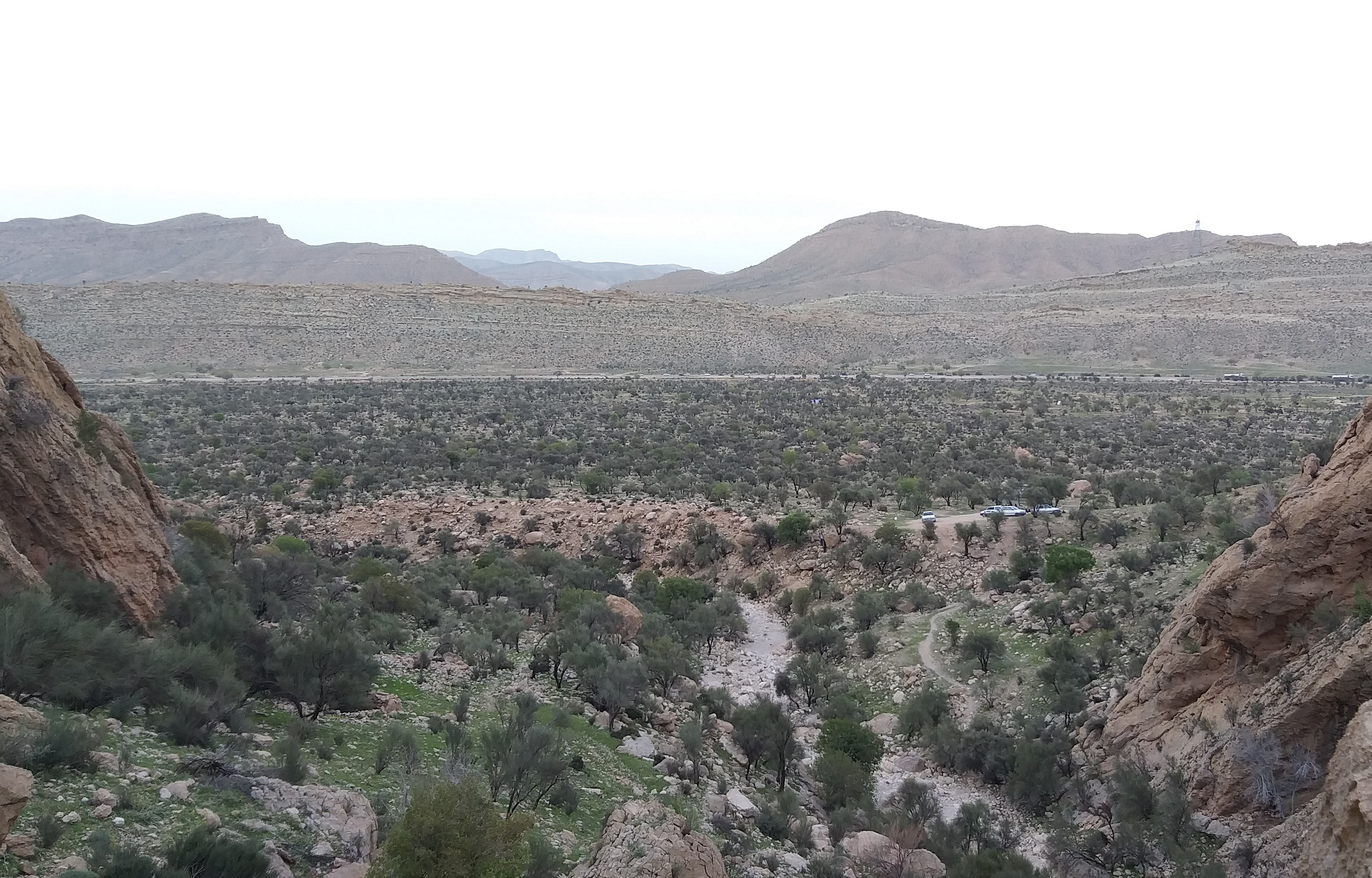
جنگل البرزکوه در چاه‌تیز

البرزکوه در جنوب شهر جهرم قرار دارد. این کوه بزرگ دارای چشمه‌سارهای فراوان و بی‌نظیر و مناظر طبیعی فوق‌العاده‌ای می‌باشد. جنگل البرزکوه در جنوب شرقی جهرم واقع شده که پوشیده از درختان جنگلی از نوع بادام کوهی و بنه است و مناطق چاه‌تیز، تنگ آب و سرکوه را در بر می‌گیرد. مساحت تقریبی این جنگل ۱۳۰۰ هکتار می‌باشد.

## غارها
غارهای ورا، بونیز، گدک و دو غاره‌ای از شناخته‌شده‌ترین غارهای طبیعی البرزکوه هستند. غار سنگ‌تراشان که به بزرگ‌ترین غار دست‌ساز جهان معروف است نیز در دامنهٔ شمالی این کوه واقع شده است. این غار مجموعه‌ای از دهانه‌ها و ستون‌هایی است که به صورت دالان‌های متقاطع دیده می‌شود. طول آن حدود ۳۵۰ متر و عرض آن ۱۵۰ متر است که وسعتی حدود ۴ هکتار را در بر می‌گیرد. ارتفاع آن نیز بین ۳ تا ۴ متر است که در انتها به کمتر از یک متر می‌رسد و در مجموع دارای ۱۲ دهانه و ۱۰۰ ستون است.

## نگارخانه

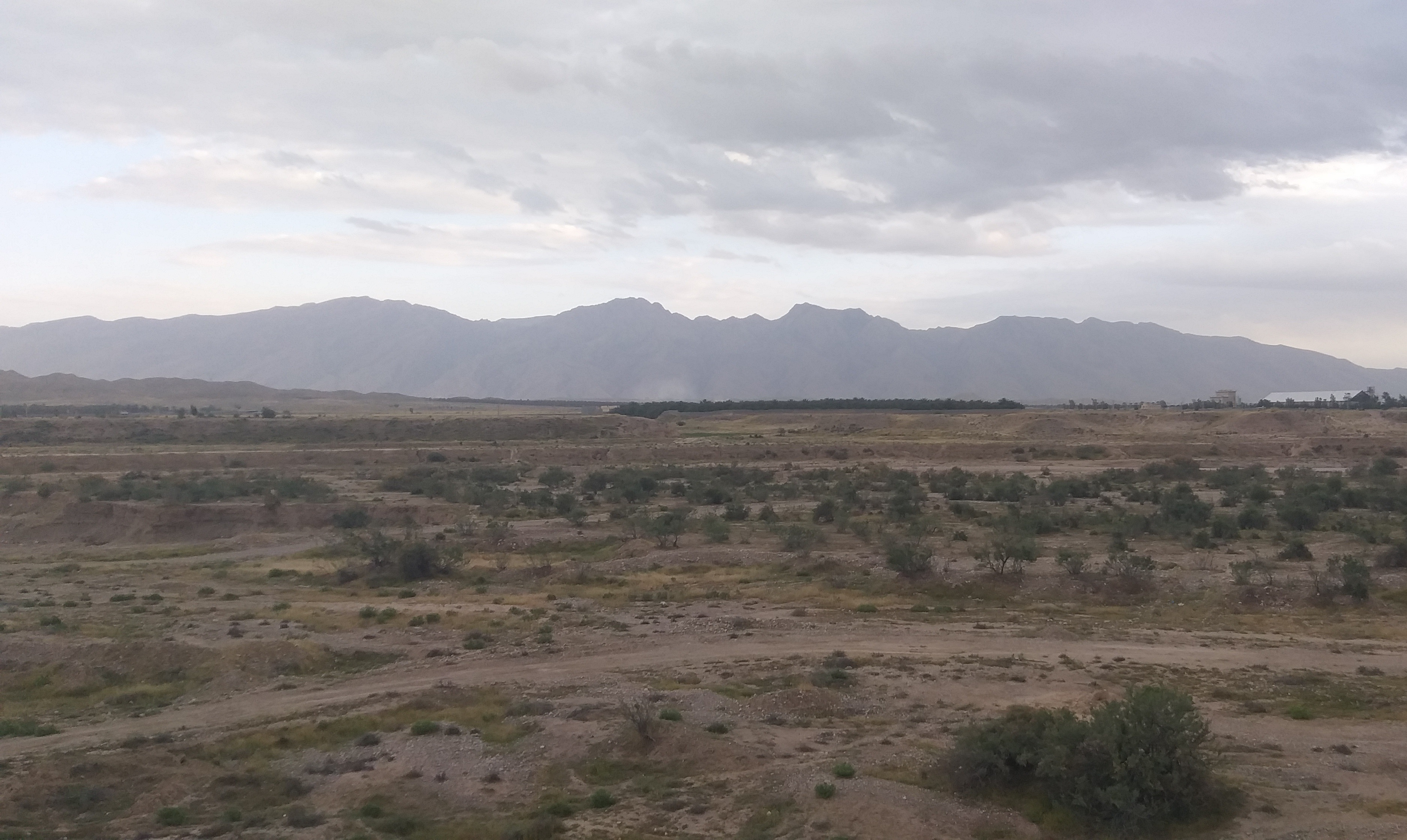
نمایی از البرزکوه
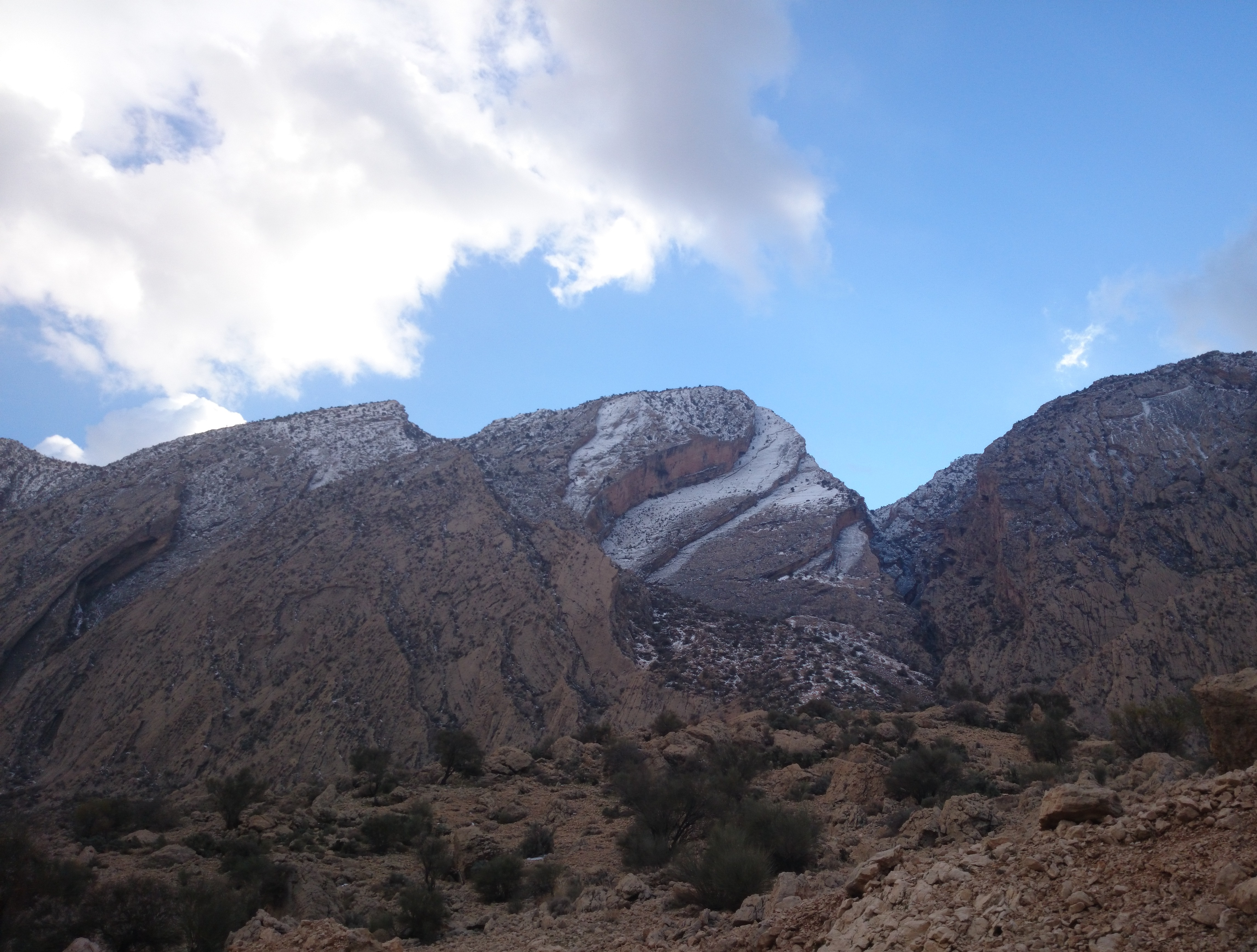
برف در البرزکوه
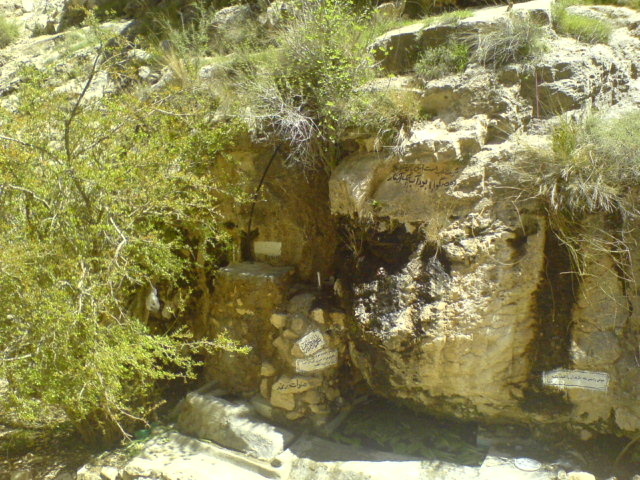
چشمه اونار در البرزکوه
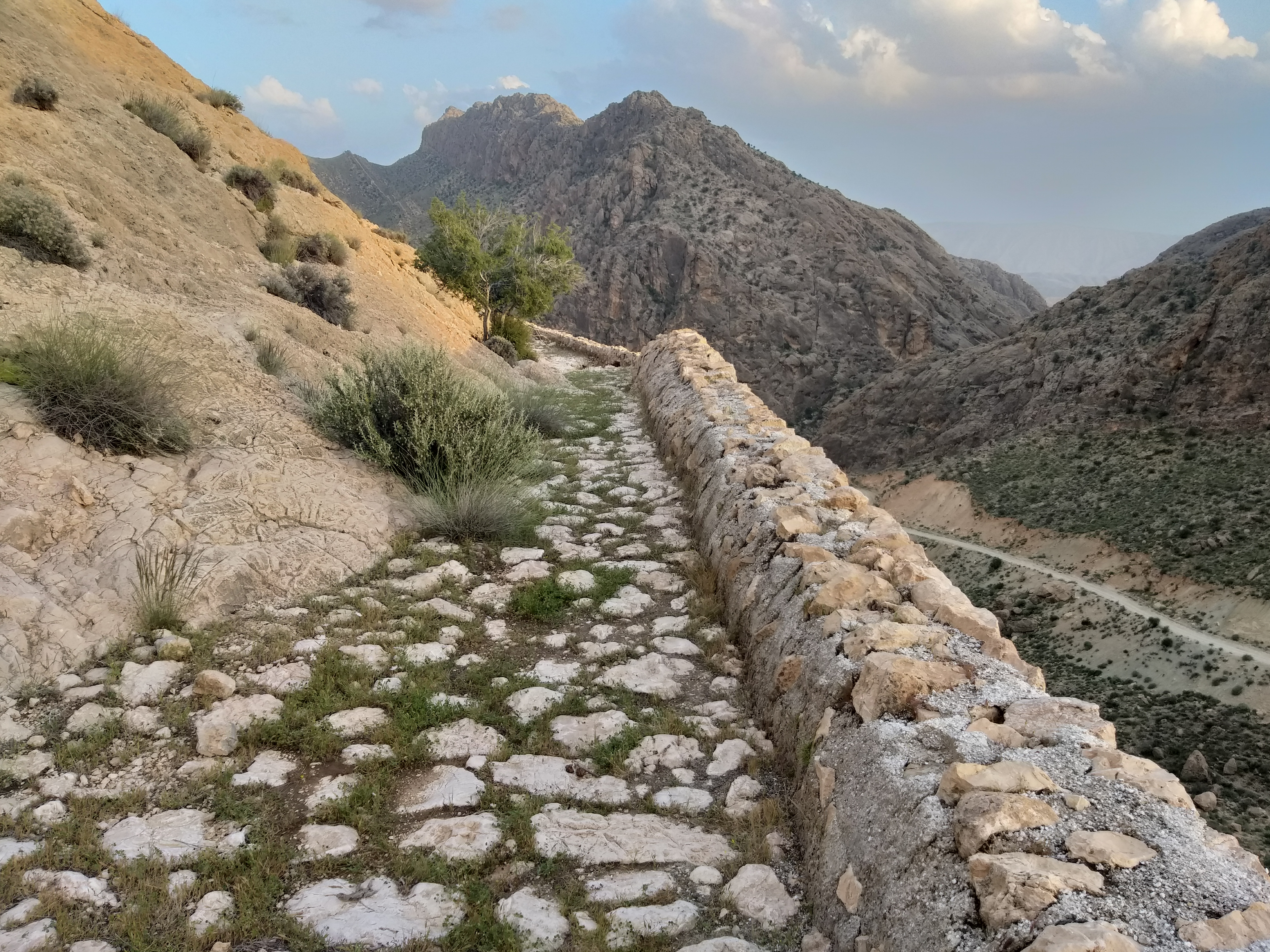
جاده ادویه در البرزکوه